# Lorraine Hunt Lieberson
Lorraine Hunt Lieberson, geb. Hunt (* 1. März 1954 in San Francisco; † 3. Juli 2006 in Santa Fe) war eine US-amerikanische Opernsängerin (Mezzosopran).

## Leben
Lorraine Hunt war die Tochter eines Musiklehrers und Dirigenten und einer Sängerin und Gesangslehrerin. Sie hatte zunächst Klavierunterricht, spielte aber ab dem 12. Lebensjahr nur noch Bratsche und engagierte sich als Sängerin. Sie studierte später Gesang und Bratsche an der San Jose State University.
1985 wurde sie von dem renommierten Opernregisseur Peter Sellars entdeckt und für Händels Giulio Cesare engagiert. Es folgten später Engagements an den großen Opernhäusern der Welt. Sie wurde bekannt für ihr breites Repertoire, das von Bach-Kantaten und der klassischen Oper bis hin zu moderner Musik reichte. Sie arbeitete gleichwohl immer wieder für kleine Ensembles wie das Bostoner Orchestra of Emmanuel Music und interpretierte auch Stücke noch unbekannter junger Komponisten.
Sie heiratete 2000 den Komponisten Peter Lieberson und gab Konzerte mit seinen Liedern. 2002 trat sie beispielsweise in Los Angeles mit Liedern nach Texten von Rainer Maria Rilke auf.
Sie erlag den Folgen einer Krebserkrankung.
Posthum erhielt sie 2007 den Grammy "Best Classical Vocal Performance" für das Album "Peter Lieberson: Rilke Songs; The Six Realms; Horn Concerto".